# Weekend (film fra 1962)
|  | For alternative betydninger, se Weekend (flertydig) |
Weekend er en dansk dramafilm fra 1962, instrueret af Palle Kjærulff-Schmidt efter et manuskript af Klaus Rifbjerg. Filmen modtog en Bodil for bedste danske film.